# Herniaria bicolor
Herniaria bicolor är en nejlikväxtart som beskrevs av Michael George Gilbert. Herniaria bicolor ingår i släktet knytlingar, och familjen nejlikväxter. Inga underarter finns listade i Catalogue of Life.